# رودولف اشتاینر (بازیکن فوتبال، زاده ۱۹۳۷)
رودولف اشتاینر (انگلیسی: Rudolf Steiner; ۷ آوریل ۱۹۳۷ – ۳ دسامبر ۲۰۱۵) بازیکن فوتبال اهل آلمان بود.
از باشگاه‌هایی که در آن بازی کرده‌است می‌توان به باشگاه فوتبال مونیخ ۱۸۶۰ اشاره کرد.
وی همچنین در تیم ملی فوتبال آلمان بازی کرده‌است.